# Juan Alberto Rosas
Juan Alberto Rosas (* 28. November 1984 in Tepic, Mexiko) ist ein mexikanischer Boxer im Superfliegengewicht. Er wird von Tacho Rosas trainiert.

## Profikarriere
2001 begann er erfolgreich seine Profikarriere. Am 31. Juli 2010 boxte er gegen Simphiwe Nongqayi um den Weltmeistertitel des Verbandes IBF und siegte durch technischen K. o. in Runde 6. Diesen Titel verlor er bereits in seiner ersten Titelverteidigung im Dezember desselben des Jahres an Cristian Mijares nach Punkten.